# Slag bij Hill's Point
De Slag bij Hill's Point vond plaats op 19 april 1863 bij Suffolk, Virginia tijdens de Amerikaanse Burgeroorlog. Deze slag is ook bekend als de Slag om Fort Huger.
Op 19 april werd een detachement van de 8th Connecticut en de 89 New York aan land gezet bij Hill’s Point nabij de delta van de Nansemond-rivier. De Noordelijken veroverden met succes Fort Huger. Hierbij openden ze opnieuw de rivier voor Noordelijke scheepvaart. Zo kon Suffolk opnieuw bevoorraad worden. Op 24 april voerde brigadegeneraal Michael Corcorans divisie een verkenning uit vanuit Fort Dix om de stellingen van generaal-majoor George E. Pickett te situeren. Hun opmars werd opgemerkt door de Zuidelijken. Al snel moesten de Noordelijken zich terugtrekken. Op 29 april ontving Longstreet het bevel van generaal Robert E. Lee om het beleg van Suffolk op te geven. Hij sloot zich opnieuw aan bij het Army of Northern Virginia bij Fredericksburg. Tegen 4 mei waren alle Zuidelijke eenheden vertrokken.

## Bron
- National Park Service - Hill's Point